# Beatrice Tinsley
Beatrice Muriel Hill Tinsley (27 de enero de 1941 - 23 de marzo de 1981) fue una astrónoma y cosmóloga de Nueva Zelanda nacida en Gran Bretaña,  cuya investigación aportó contribuciones fundamentales a la comprensión astronómica de la evolución de las galaxias, su crecimiento y muerte.

## Biografía
Tinsley nació en 1941 en Chester, Inglaterra, hija mediana de las tres de Jean y Edward Hill.  La familia emigró a Nueva Zelanda   tras la Segunda Guerra Mundial , viviendo primero en Christchurch, y después por un tiempo más largo en Nueva Plymouth, donde su padre, Edward Hill, era clérigo del Moral Re-Armament y más tarde alcalde (1953–56).
Mientras estudiaba en Christchurch,  se casó con el físico y compañero de clase, Brian Tinsley, sin saber que esto impediría que ella trabajara en la Universidad mientras  él estuviera empleado allí. Se mudaron en 1963 a los Estados Unidos, a Dallas, Texas, donde Brian fue contratado por el Centro del Suroeste para Estudios Avanzados (ahora, Universidad de Texas). Aun así,  se dice que ella encontraba la situación "agobiante", y una vez causó una controversia por negarse a seguir la costumbre de se la anfitriona de un té en la facultad. En 1964,  se matriculó en UT-Austin, donde  era la  única mujer en el programa de astronomía y donde más tarde publicó su revolucionaria investigación.
A pesar de recibir reconocimiento por su trabajo, Tinsley fue incapaz de encontrar un puesto académico permanente. En 1974, después de años de intentar equilibrar hogar, familia y dos carreras simultáneas,  dejó a su marido y sus dos  niños adoptados para aceptar un puesto como profesora ayudante en Yale. Trabajó allí hasta su muerte de cáncer en el Yale Infirmary en 1981. Sus cenizas están enterradas en el cementerio del campus.

## Formación
Tinsley asistió al Instituto Femenino de Nueva Plymouth, y estudió en la Universidad de Canterbury donde se graduó y completó un máster en Ciencia en 1961, con Honores de Primera Clase en Físicas. La Universidad de Texas en Austin en 1966 le otorgó su doctorado en Filosofía, con la Evolución de tesis de Galaxias y su Importancia para Cosmología.

## Actividad profesional
Tinsley llevó a cabo estudios teóricos pioneros sobre el modo en que las poblaciones de estrellas crecen y afectan a las cualidades observables de las galaxias. También colaboró en investigación básica en modelos que buscaban conocer si el universo está cerrado o abierto. Sus modelos de galaxia condujeron a la primera aproximación a lo que debería ser el aspecto de las  protogalaxias.
En 1974  recibió el premio en Astronomía Annie Jump Cannon de la Sociedad Astronómica americana, otorgado a la "prometedora y extraordinaria investigación por una investigadora", en reconocimiento a su trabajo sobre la evolución de las galaxias.
En 1977, Tinsley, con Richard Larson de Yale, organizó una conferencia sobre  'La evolución de las galaxias y poblaciones estelares'.
Poco después, en 1978,  fue la primera profesora de sexo femenino de astronomía en la Universidad de Yale. Su último artículo científico, enviado al Astrophysical Journal diez días antes de su muerte,fue publicado póstumamente aquel noviembre, sin revisión.

## Tributos

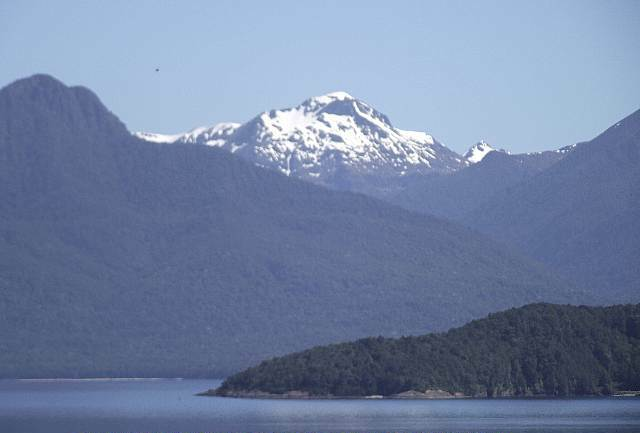
El Monte Tinsley desde Manapouri

En 1986, la Sociedad Astronómica americana estableció el Premio Beatrice M. Tinsley, el cual reconoce «una contribución excepcional a la astronomía o a la astrofísica, de carácter eminentemente creativo o innovador». Es el único premio importante  creado por una sociedad científica americana que honra a una científica. El premio no presenta restricciones por ciudadanía o país de residencia.
El asteroide de cinturón principal 3087 Beatrice Tinsley, descubierto en 1981 en  el observatorio de la Universidad Mt John, cercano  a Tekapo, lleva su nombre.
La Universidad de Texas en Austin estableció una dotación en 1989 para un profesor visitante, con el nombre Beatrice M. Tinsley Centennial, por la que un profesor senior o a mitad de su carrera está invitado hasta un semestre. En 2007 añadieron las becas Tinsley, que se asignan a investigadores más jóvenes para visitar brevemente visita Austin.
En 2005, el Teatro Circa  en Wellington produjo una obra llamada Bright Star, sobre la vida de Beatrice Tinsley. La Sociedad Astronómica de Wellington organizó sesiones de observación por telescopio fuera del teatro, en el muelle próximo al Museo Te Papa.
En diciembre de 2010, el consejo geográfico de  Nueva Zelanda nombró oficialmente una de las montañas Kepler en Fiordland (así nombradas por el astrónomo Johannes Kepler) como Monte Tinsley.
La Sociedad Astronómica Real de Nueva Zelanda estableció las Conferencias Beatrice Hill Tinsley  en 2012.
También hay una calle con su nombre en Rosedale, en el norte de Auckland.
El 27 de enero de 2016, 75.º aniversario de su nacimiento, Google publicó un Doodle para honrar su trabajo.
Su necrológica fue publicada por The New York Times varias décadas más tarde, el 18 de julio de 2018, en su proyecto "Pasados por alto", que destaca «las historias de personas notables cuyas muertes no fueron publicadas en el Times en su momento».

## Selección de publicaciones
- "An accelerating universe". 1975. Nature 257: 454–457 (9 de octubre de 1975); doi:10.1038/257454a0
- "Correlation of the Dark Mass in Galaxies with Hubble type". 1981. Royal Astronomical Society, Monthly Notices. vol. 194, p. 63–75
- "Relations between Nucleosynthesis Rates and the Metal Abundance". 1980. Astronomy and Astrophysics. vol. 89, no. 1–2, p. 246–248
- "Stellar Lifetimes and Abundance Ratios in Chemical Evolution". 1979. Astrophysical Journal. Part 1, vol. 229, p. 1046–1056
- "Colors as Indicators of the Presence of Spiral and Elliptical Components in N Galaxies". 1977. Publications of the Astronomical Society of the Pacific. vol. 89, p. 245–250
- "Surface Brightness Parameters as Tests of Galactic Evolution". 1976. Astrophysical Journal. vol. 209, p. L7–L9
- "The Color-Redshift Relation for Giant Elliptical Galaxies". 1971, Astrophysics and Space Science, Vol. 12, p. 394

## Otras referencias
- Catley, Christine Cole (2006). Bright Star: Beatrice Hill Tinsley, Astronomer. Auckland: Cape Catley. ISBN 1-877340-01-4.
- Catley, Christine Cole. "Tinsley, Beatrice Muriel Hill". Dictionary of Scientific Biography. 25. New York: Charles Scribner's Sons. pp. 57–61. ISBN 978-0-684-10114-9.
- Dodd, Richard J. (1984). «Appreciation: Beatrice M. Tinsley, 1941–1981». Southern Stars 30: 429-431. Bibcode:1984SouSt..30..429D.
- Faber, Sandra (1Faber, Sandra (1981). «Obituary: Beatrice Tinsley». Physics Today 34 (9): 110. Bibcode:1981PhT....34i.110F. doi:10.1063/1.2914734.81).
- Hill, Edward (1986). My Daughter Beatrice, A Personal Memoir of Dr. Beatrice Tinsley, Astronomer. New York: American Physical Society. ISBN 0-88318-493-1..
- Guarnieri, Maria D.; Pancaldi Stagni, Maria G. (1991). «Beatrice Muriel Hill Tinsley: una vita per la scienza». Orione 11: 28-33. Bibcode:1991Ori....11...28G.
- Larson, Richard B.; Stryker, Linda L. (1982). «Beatrice Muriel Hill Tinsley». Quarterly of the Royal Astronomical Society 23. Bibcode:1982QJRAS..23..162L.
- Whineray, Scott, ed. (1985). Beatrice (Hill) Tinsley, 1941–1981, Astronomer: A Tribute in Memory of an Outstanding Physicist. Palmerston North, N.Z.: Massey University, New Zealand, Institute of Physics Education Committee.
- «Overlooked No More: Beatrice Tinsley, Astronomer Who Saw the Course of the Universe» (en inglés). New York Times. 18 de julio de 2018. 18 de julio de 2018.